# 23495 Nagaotoshiko
23495 Nagaotoshiko è un asteroide della fascia principale. Scoperto nel 1991, presenta un'orbita caratterizzata da un semiasse maggiore pari a 2,2891238 au e da un'eccentricità di 0,1820006, inclinata di 8,51577° rispetto all'eclittica.